# Oecobius templi
Oecobius templi är en spindelart som beskrevs av O. Pickard-Cambridge 1876. Oecobius templi ingår i släktet Oecobius och familjen Oecobiidae. Inga underarter finns listade i Catalogue of Life.